# بيت إيبا
بيت إيبا أو بيت تيبا قرية فلسطينية من قرى محافظة نابلس، تقعُ إلى الشمال الغربي من مدينة نابلس على الطريق الرئيسي (نابلس – طولكرم) حيث أصبحت البلدة متشابكة مع المدينة من الناحية الغربية نتيجة التوسع العمراني لمدينة نابلس باتجاه البلدة و حيث تتبع لمجلس قروي مستقبل 

## التسمية
إيبا: بكسر أوله، وفتح ثالثه، يحتمل أن يكون تحريف (إبا) السريانية بمعنى الأب (بالتشديد) في العربية وهو العشب، رطبه ويابسه. قال تعالى: (وفاكهة وأبا) فيكون المعنى (بيت الخضار والمرعى) وهو السبب الارجح.وبعض الروايات تقول ان كلمة إيبا هو اسم لإمرأة يهودية كانت تعيش في هذه المنطقة فسميت على اسمها.

## الجغرافيا

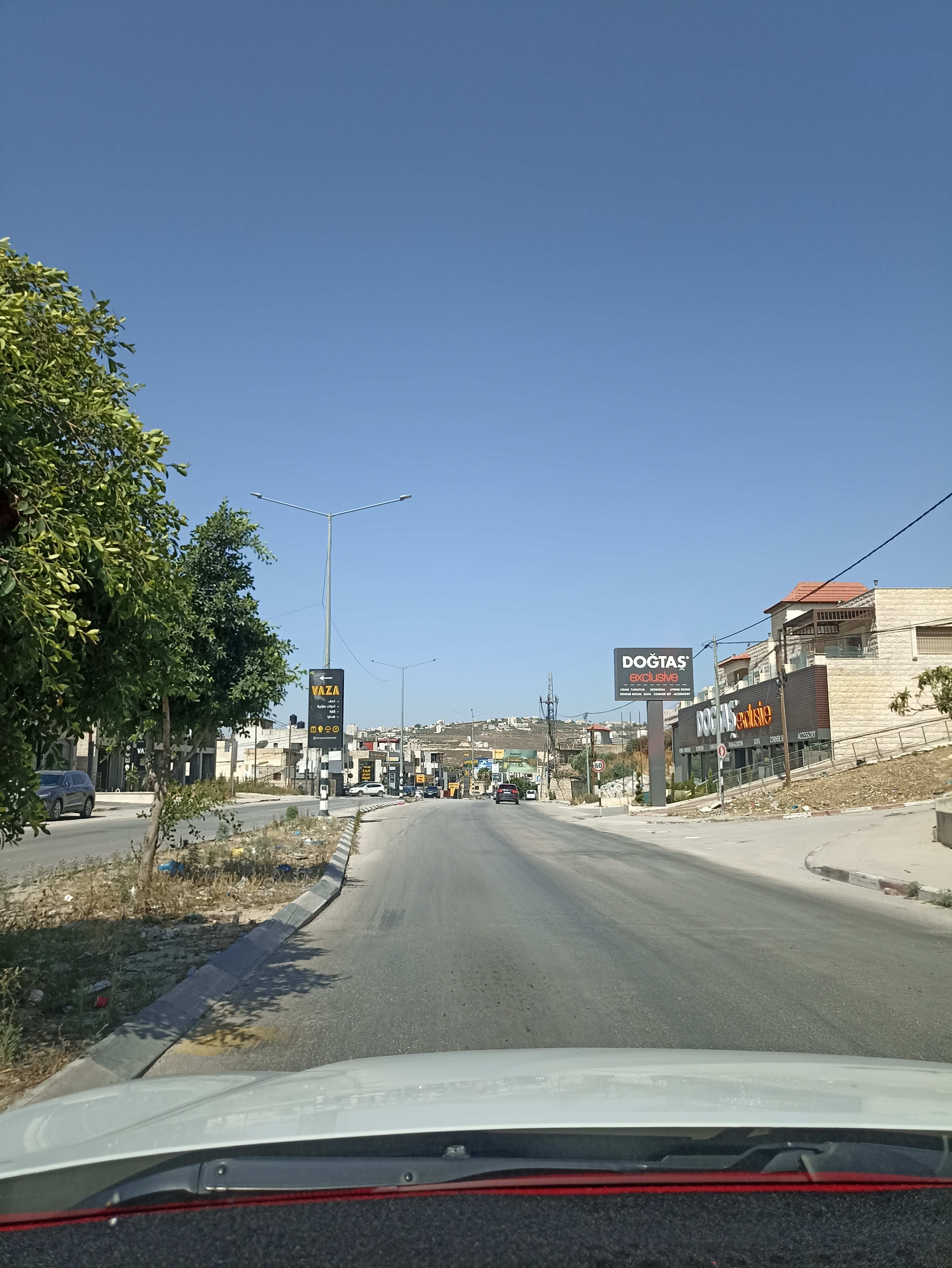
شارع الرئيسه ببيت إيبا أو بيت تيبا وهي قرية فلسطينية من قرى نابلس.

يحدها من الشمال قرية زواتا و من الجنوب قرية بيت وزن ومن الشرق رفيديا ومن الغرب قرية قوصين. ترتفع عن سطح البحر 415 م، وتبلغ المساحة العمرانية للقرية 400 دونماً، ومجموع مساحة أراضيها 6000 دونم.

## السكان
بلغ عدد سكانها عام 1922 حوالي 456 نسمة وفي عام 1945 م حوالي 630 نسمة وبعد الاحتلال الصهيوني عام 1967 حوالي 998 نسمة ارتفع إلى 1900 نسمة عام 1987. وارتفع عدد سكانها إلى حوالي 4079 نسمة حتى عام 2017 وفق الجهاز المركزي للإحصاء الفلسطيني.

## البنية التحتية

### الصحة
يوجد في القرية عيادة طبية عامة يتواجد فيها الطبيب يومين في الأسبوع وعيادة طب عام خاصة. يذهب المواطنون لاستكمال علاجهم في مدينة نابلس.

### التعليم
في القرية عدة مدارس هي: مدرسة الاتحاد الاساسية للذكور، ومدرسة بنات بيت إيبا الثانوية، ومدرسة مسقط الثانوية المختلطة ومدرسة بكالوريا الرواد الخاصة. يستكمل غالبية طلبة القرية دراستهم الجامعية في جامعة النجاح الوطنية وجامعة القدس المفتوحة القريبة منها.

### المساجد
في القرية مسجدان هما: مسجد العز بن عبد السلام ومسجد بيت إيبا الجديد.

### المياه و الكهرباء
كان مصدر مياه أهالي القرية من (عين هارون) المجاورة، وعام 1973 م تم إنشاء شبكة مياه للقرية وأعيد تأهيلها عام 1997 م والمياه متوفرة في المنازل بالإضافة إلى شبكة طرق ممتازة إلا أنه وبسبب النمو الطبيعي للسكان وامتداد توسع العمران في القرية فان القرية بحاجة إلى توسيع وصيانة شبكة الصرف الصحي وإعادة تأهيل طرق داخلية بطول حوالي 7 كم. وكما ويوجد شبكة كهرباء أيضا تم تأسيسها عام 1978 م وبحاجة إلى توسعة وصيانة. ترتبط القرية بشكبة كهرباء مع بلدية نابلس.

## الاقتصاد

### الصناعة
يوجد في القرية العديد من المصانع في مجال الألمنيوم بالإضافة لمصانع الحلويات.

### الزراعة
النشاط الزراعي ضعيف.